# HD 141937 b
HD 141937 b ist ein Brauner Zwerg oder Exoplanet, der den gelben Zwerg HD 141937 mit einer Umlaufdauer von etwa 653 Tagen umkreist. Das Objekt umkreist seinen Stern in einer Entfernung von ca. 1,5 Astronomischen Einheiten und hat eine Mindestmasse von etwa 9 bis 10 Jupitermassen. Es wurde mit Hilfe der Radialgeschwindigkeitsmethode entdeckt; seine Entdeckung wurde im Jahr 2002 von Udry et al. publiziert.